# Luc Rabouin
Luc Rabouin est un homme politique québécois. Il est le maire de l'arrondissement montréalais du Plateau-Mont-Royal, ancien président du conseil exécutif de la Ville de Montréal et chef du parti Projet Montréal. Il est responsable des finances, du développement économique et de l'enseignement au sein de l'administration de la mairesse de Montréal, Valérie Plante.
Le 15 mars 2025, il est élu chef de Projet Montréal en remplacement de Valérie Plante, qui a renoncé à solliciter un troisième mandat à la mairie de Montréal aux élections municipales québécoises de novembre 2025.

## Biographie

### Formation et carrière
Luc Rabouin étudie au baccalauréat en psychosociologie de la communication à l'Université du Québec à Montréal, en développement économique local à l'Université Concordia, ainsi qu'en science politique lors de sa maîtrise à l'Université de Montréal,. Durant sa carrière, Luc Rabouin s'intéresse à la question du développement économique local. Il travaille notamment au sein de la Caisse d'économie solidaire Desjardins, du Centre d'écologie urbaine de Montréal et de la Corporation de développement économique communautaire (CDEC).

### Mairie du Plateau-Mont-Royal
Luc Rabouin est élu maire de l'arrondissement du Plateau-Mont-Royal à l'élection partielle du 6 octobre 2019, faisant suite à la démission de son prédécesseur de Projet Montréal, Luc Ferrandez, le 14 mai 2019. Rabouin est élu facilement, obtenant 67 % des votes face au candidat d'Ensemble Montréal Jean-Pierre Szaraz (17,3 %) et Marc-Antoine Desjardins (15,6 %), de Vrai changement pour Montréal,.
Le maire est réélu avec une plus grande majorité aux élections municipales générales de 2021, récoltant 74,6 % des votes face à Shant Karabajak d'Ensemble Montréal (18 %) et Daniel Vazquez, de Mouvement Montréal (7,4 %).

### Course à la chefferie de Projet Montréal de 2025
Le 12 décembre 2024, Luc Rabouin annonce son intention de se porter candidat à la chefferie du parti municipal Projet Montréal, quelques semaines après l'annonce de la mairesse de Montréal et cheffe du parti, Valérie Plante, de ne pas solliciter de troisième mandat à la mairie de la Ville. Il est le deuxième à annoncer sa candidature pour la course, après l'ex-président du parti, Guedwig Bernier. Il remporte la course à la chefferie au quatrième tour, avec 59,2% des voix.